# 박주영
박주영(朴主永, 1985년 7월 10일 ~ )은 대한민국의 전직 축구 선수로, 포지션은 센터포워드, 왼쪽 윙어, 세컨드 스트라이커였으며 현재 울산 HD의 코치로 활동 중이며 2012년 하계 올림픽 동메달리스트이다.

## 클럽 경력

### FC 서울

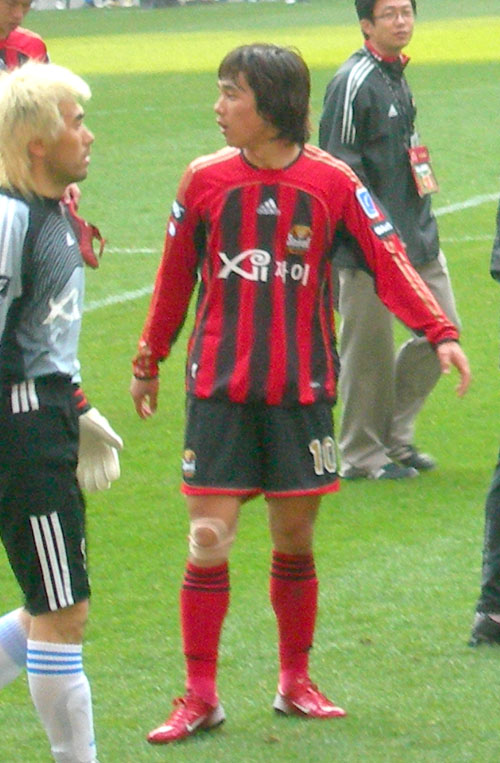
FC 서울에서 경기에 출장중인 박주영

청소년 대표팀 시절 대한민국 축구의 차세대 스타로 기대를 모았다.
당초 브라질 유학을 보내준 포항 스틸러스에서 우선 협상권을 가지고 있었으나, 유학에서 복귀 후 역대 신인 선수 최고 대우를 FC 서울에서 약속하자, 계약 위반 위약금 5,000만원까지 포항 스틸러스에 대신 배상해주는 것을 조건으로, 2005년에 2월 28일 FC 서울에 입단하였으며 3월 2일 입단 공식 기자회견을 가졌다.
9일 성남과의 리그컵 홈경기에서 데뷔했고 두 경기만째인 성남과의 경기에서 프로 데뷔골을 기록했다. 이후 2005년 5월 18일에 열린 광주 상무 불사조와의 경기에선 데뷔 후 첫 해트트릭을 기록하기도 했다. 박주영은 리그 득점 12골로 브라질 용병 마차도에 이어 2위, 리그컵 포함 30경기 18골을 기록했다. 또한 박주영이 출전한 FC 서울의 홈 18경기에 평균 2만5478명을 불러들였으며 그외 전국적인 박주영 신드롬을 일으키며 K리그 관중 증가에 일조하였다. 한편 2005년 박주영 선수의 경제효과를 1755억원이라고 분석한 보고서가 발표되기도 하였다.
K리그 최초 만장 일치로 신인상을 수상하였다.
차기 시즌인 2006년 32경기 출장에 10득점을 올렸다. 하지만 2007년에는 부상으로 인해 많은 경기를 소화하지 못하며 14경기 출장 5득점에 그쳤다. 2008년 전반기 17경기에 출장하여 2골을 기록하였다. K리그에서 통산 23골 9도움을 기록, 모든 대회 통산 35경기 10도움을 기록하며 프랑스 AS 모나코로 전격 이적하였다.

### AS 모나코
2008년 8월 31일 프랑스 리그 1의 AS 모나코 FC에 이적료 200만 유로(한화 32억 원)로 이적했다. AS 모나코 소속으로 첫 출장한 FC 로리앙과의 경기에서 1골 1도움으로 팀 승리를 이끌었다. 이후, 35경기 출장 5골 6도움을 기록했다. 2009년, 전 리그 33경기 출장, 9골 3도움을 기록하였다. 2010-11 시즌에는 35경기 출장 12골을 기록, 팀은 9승 17무 12패를 기록, 리그를 18위로 마감하여 강등되었다.승점을 44점이나 얻고도 강등되었는데 이는 10-11시즌 유럽5대리그를 통틀어 유일했다. 팀이 강등된 후 박주영은 매물로 나오게 되었고 빅리그 유수의 클럽들이 박주영의 영입을 노리게 되었다. 릴, 샬케04, 세비야 등 여러 클럽들이 박주영 영입을 노렸고 릴과 계약에 합의하는 듯 했다. 이적시장 마감 몇 일 전, 릴과의 계약서 사인을 앞두고 아스널의 아르센 벵거 감독이 직접 전화를 걸어 박주영 영입을 타진하였다. 박주영은 아스널 FC로 팀을 옮겼다.

### 아스널

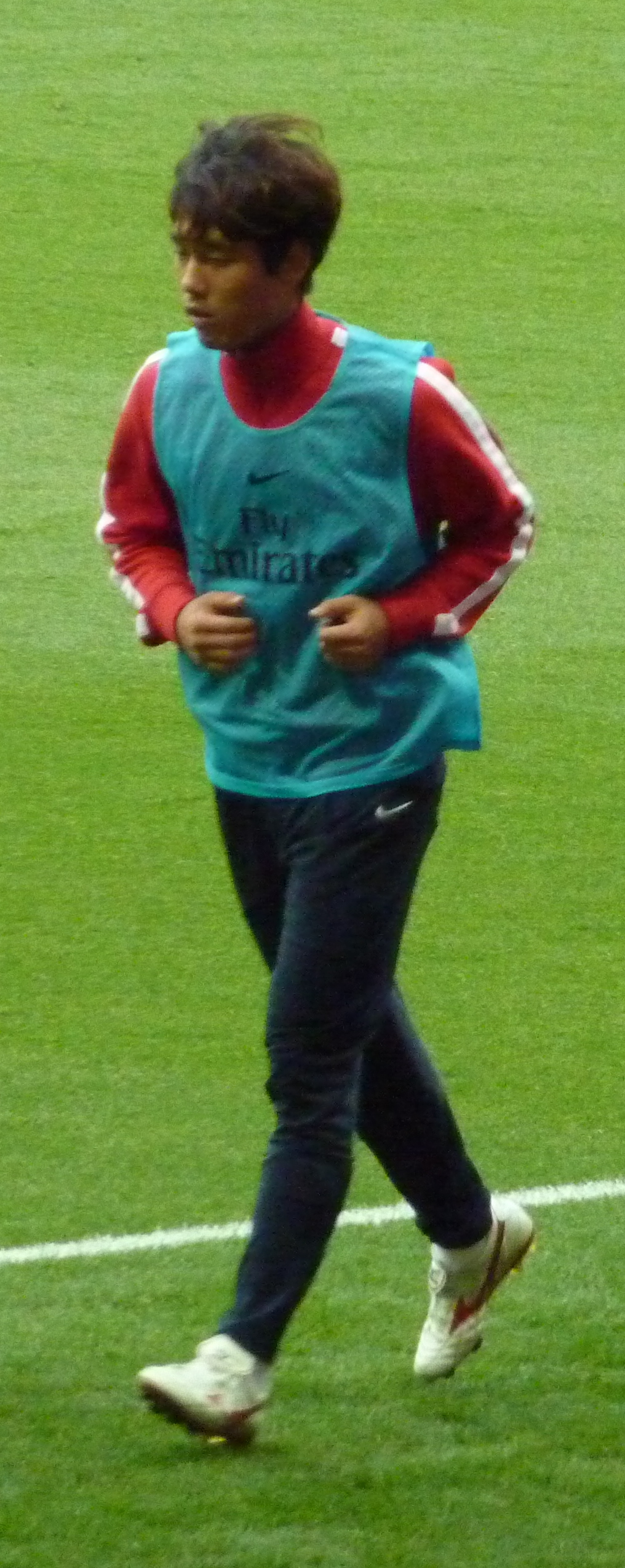
아스널에서 몸을 풀고 있는 박주영

2011년 8월 30일 잉글랜드 프리미어리그의 아스널 FC로 이적했다. 등번호는 9번을 부여받았다. 박주영은 잉글랜드 FA컵 대회 32강인 볼튼 원더러스 FC경기에서 풀타임을 소화하였고, 데뷔골을 성공시키며 2:1 역전승에 크게 기여했다. 그러나 그 후 리그경기는 5분 가량의 적은 출전기회를 부여 받았고 UEFA 챔피언스리그 마르세유전에서 선발로 62분 정도 뛴것을 끝으로 경기에 나올 수 없었다. 반 페르시,샤막,아르샤빈등 주전 공격수에 밀려, 아스널 생활 1년 후 셀타 비고로 임대 이적했다.

### 셀타 비고

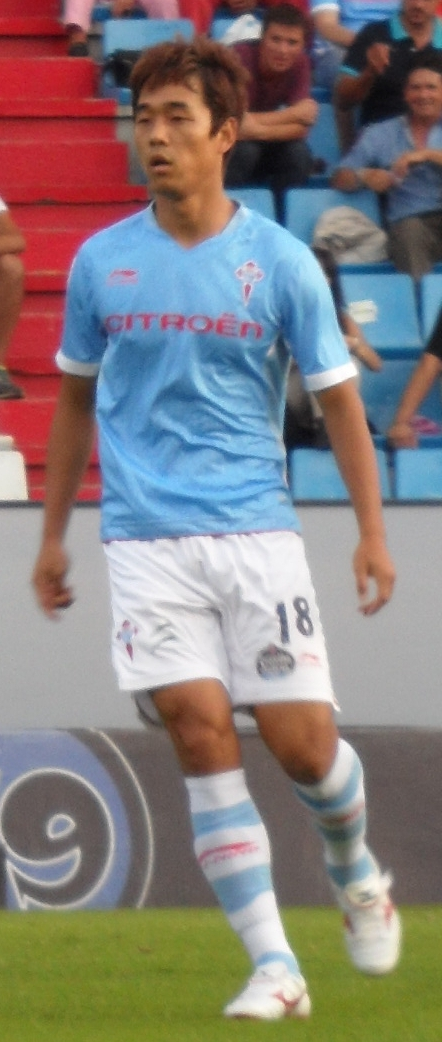
셀타 비고에서 경기 출장 중인 박주영

박주영은 이적 시장 마지막 날인 8월 30일에 스페인으로 떠나 프리메라리가로 승격한 셀타 비고에 메디컬 테스트와 입단식을 가지고 31일 자로 셀타 비고에 완전 이적 옵션 없이 1년 임대로 아스널 FC에서 팀을 옮겼다. 2012년 9월 23일 스페인 비고 발라이도스 스타디움에서 열린 헤타페와의 홈경기에서 후반 24분 첫 프리메라리가 데뷔골을 기록했다. 2012년 11월 19일 마요르카와 경기에서 경기에서 2호골을 기록하였고, 30일 알메리아와의 국왕컵 16강전에서 헤딩슛으로 한골을 넣으며 셀타비고의 국왕컵 8강진출에 일조하였다. 이후 28라운드 데포르티보 라 코루냐와의 원정 경기에서 시즌 4호골을 기록하며 활약했으나 리그 최종전에 부득이한 경우가 아니면 모든 선수가 경기장에 참석해야 하는 구단의 관례를 무시하고 무단으로 불참함으로써 구단에 벌금을 물게 되었고 이로 인해 보너스 지급이 대폭 삭감 되었다.

### 아스널 복귀
셀타 비고에서 22경기 3골 1도움을 기록하고 컵대회에서 1골을 추가해 총 4골1도움으로 셀타비고 임대를 마치고 원 소속팀인 아스널 FC로 복귀했다. 기초군사훈련을 마친 박주영은 자신이 뛸수있는 팀으로 이적하고자하여 프랑스팀들과 강하게 링크되었다. 로리앙, 스타드렌, 쎙테티엔등과 협상을 벌였지만 이적료등의 이유로 무산되었고 유럽 이적시장 마감날인 9월 2일 (한국시간)까지 계약을 맺지 못해 결국 최소 2014년 1월까지 아스널 잔류가 확정되었다. 2013년 8월 말까지 이적이 유력해 UEFA 챔피언스리그의 아스널 최종 로스터에 들지는 못했지만, 정규리그 25인 로스터에는 이름을 올렸다. 하지만 지루와 벤트너의 부상전까지에는 리그에서 후보명단에 들지도 못했다. 이후 2013년 10월 이청용이 소속되어 있는 볼턴의 전 감독 오언코일이 지휘봉을 잡고 있는 잉글랜드 챔피언쉽 소속 위건 애슬레틱으로부터 긴급임대 제의를 받았으나 결렬되었다. 벵거 감독은 2013년 10월 30일 영국 런던 에미리츠 경기장에서 열린 첼시와의 2013~2014시즌 리그컵대회 캐피탈원컵 4라운드(16강전) 홈경기에서 0대 2로 완패한 뒤 기자회견장에서 박주영을 언급했다. 그는 “위건 애슬레틱에서 박주영에게 관심을 보였다. 나도 그렇게 할(보낼) 계획이었다”며 “그러나 주급 문제로 합의점을 찾지 못해 무산됐다”고 말했다. 9월 26일 잉글랜드 웨스트브롬위치의 호손스 경기장에서 열린 웨스트브로미치 앨비언과의 캐피털원컵(리그컵) 3라운드(32강)에서는 교체명단에는 있었으나 끝내 출전은 무산되었다. 그 이후 1월 4일 토트넘 훗스퍼와의 FA컵 경기서부터 3경기 연속으로 교체명단에 포함됐지만 출전은 무산되었다. 2014년 겨울이적시장 막판에 잉글랜드 2부리그(챔피언십) 소속 왓퍼드 FC로 임대이적했다.

### 왓퍼드 FC
2014년 2월 1일(한국시간) 오전8시 겨울이적시장 폐장 막판에 왓퍼드 FC 로의 임대이적이 공식발표 되었다. 그리고 3일 12시(한국시간) 브라이턴 호브 앨비언과의 경기에서 후반 추가시간에 투입되어 데뷔전을 치렀다. 이후 23일 볼턴 원더러스 FC와의 경기에 선발출전하여 61분간 출전하였으나 별다른 활약은 보이지 못하였다. 이후 박주영은 봉와직염을 이유로 조기귀국한 이후 팀에 복귀하지 않았으며 시즌을 마감하였다.

### 아스널과의 계약 상호 해지
2014년 5월 23일, 프리미어리그 공식 홈페이지에서 발표한 각 구단 별 자유계약 선수 목록에 이름을 올렸다. 그리고 한달 뒤인 6월 27일, 계약 만료로 방출되었다. 이로 인해 예술체육요원 신분을 박탈당할 위기에 몰리기도 했다.

### 알샤바브
2014년 10월 1일 사우디아라비아의 알샤바브로 이적했다. 17일에 열린 알힐랄과의 경기에서 데뷔골이자 결승골을 기록했지만 이후에는 별다른 활약을 보여주지 못했고 7경기 1골에 그쳤다. 2015년 2월 6일 알샤바브와의 계약을 해지하였다.

### FC 서울 복귀
2015년 3월 10일 해외 진출 7년 만에 친정팀인 FC 서울로 복귀가 확정되었다. ITC 발급이 지연되어 3라운드까지 출전하지 못하다가 4라운드 제주와의 경기에서 복귀전을 치렀다. 5라운드 인천과의 경기에선 PK로 시즌 첫 골을 기록하였다.
FA컵 8강에서의 2골 포함하여 시즌 9골 2어시스트로 시즌을 마무리했다.
2016 시즌에는 리그서 34경기에 출전하여 10득점 1도움을 기록했다. 특히 2016년 리그 스플릿 라운드 최종전에서 전북을 상대로 결승골을 터뜨려 FC 서울의 극적인 우승을 이끌었다. 한편, 2016년 FA컵에서 FC 서울은 대회 결승전까지 진출하였는데  결승 1차전 결과 1-2로 패색이 짙은 상황에서 결승 2차전에서 도움 2개를 기록하며 승부를 원점으로 돌리기도 하였다. 당해 대회에서 FC 서울은 승부차기에서의 실축으로 우승 달성에는 실패하였다.
2017 시즌에는 팀의 주장으로 선임되었다.
2018 시즌에는 서울과 2020년까지 3년 재계약을 맺었다. 2018 시즌에는 무릎 부상이 있는데다 황선홍 감독 체제에서는 선발 라인업에서 제외되었지만, 이을용 감독 대행 체제에서는 다시 주전으로 나오기 시작하였다.
부산과의 승강 플레이오프 2차전 경기에서 경기 종료 직전 40m 장거리 슛으로 골을 넣어 잔류 확정 극장골을 기록하여 강등에 처한 서울을 구해냈다.
2019 시즌에는 36경기 12골 7도움을 기록하여 프로 커리어 사상 가장 많은 시간과 가장 많은 경기를 뛰었으며, 가장 많은 공격 포인트를 기록한 시즌을 보냈다.
2020 시즌에는 리그와 FA컵, ACL을 포함한 총 31경기 출장하여 9골 3도움을 기록하였다. 그 후, 2020 시즌이 끝난 후, 2021 시즌까지 서울과 1년 재계약을 맺었다.
그 후, 박주영은 2021 시즌 후, 자유계약선수로 공시되어 서울로부터 지도자 제의를 받았지만, 본인은 선수 생활을 더 이어가고 싶다는 뜻을 밝혀 11년 간 이어진 서울과의 동행을 멈추게 되었다.

### 울산 현대
서울과 결별한 박주영은 현역 생활을 더 이어가기 위해 최저 연봉과 상관없이 구단에 금전적 조건을 백지 위임하겠다는 뜻을 밝혔고, 2022년 1월 16일에 울산 현대로 이적하여 2010년 광저우 아시안게임, 2012년 런던 올림픽, 2014년 브라질 월드컵에서 사제의 인연을 맺은 홍명보 감독과 울산에서 다시 한번 재회하였다.
2022 시즌 후, 홍명보 감독의 제안으로 다음 2023 시즌부터 플레잉 코치로 합류 및 지도자 연수를 준비하기로 하였다.
2024 시즌 중 박주영은 2024년 11월 10일에 현역 은퇴를 앞두고 친정팀인 서울과의 원정 경기에서 엔트리 포함되어 경기를 치뤘고 2024년 11월 23일 수원 FC와의 리그 마지막 경기에서 1골 1도움을 기록하여 공격포인트 101개를 기록하며 선수 생활을 마무리하였다.

## 지도자 경력
2023년부터 2024년까지 울산의 플레잉코치로 역임하다가 2025 시즌부터 울산의 정식 코치로 부임하였다.

## 국가대표팀 경력
2006년 FIFA 월드컵 예선 우즈벡전에서 대표팀 막내로 A매치에 첫출전한 박주영은 0-1로 뒤지던 후반 45분 극적인 동점골이자 자신의 데뷔골을 기록하였다. 우즈벡전에서의 활약으로 요하네스 본프레러 감독으로부터 선발 기회를 부여받은 박주영은 쿠웨이트전에서도 선제 결승골을 기록하며 기대에 부응하였다. 이후 월드컵을 준비하며 치른 그리스와의 평가전에서 1골을 기록하였고 핀란드와의 경기에서 A매치 첫 프리킥골을 기록하였다.
본선에서는 조재진에 밀려 토고와 프랑스전에 결장하였고 조별예선 3차전 스위스전에 선발 출전하였으나 불필요한 파울로 실점의 빌미를 제공하였고 후반 21분 설기현과 교체되었다.
2008년 동아시아컵에 참가하여 중국전에서 2골을 기록하였다. 2008년 하계 올림픽에 참가하여 조별 예선 카메룬전에서 프리킥을 골로 연결하였다.
2010년 FIFA 월드컵아시아 지역예선 요르단과의 홈경기와 원정경기에서 연속골을 기록하였고 2008년 11월 사우디아라비아와의 원정경기에서 이근호의 선제골로 앞서가던 후반 45분 쐐기골을 터뜨려 2-0승리를 이끌었다.
2010년 5월 24일 2010년 FIFA 월드컵을 앞두고 일본 사이타마에서 열린 일본과의 평가전에서 박지성의 골로 앞서가던 후반 PK를 얻어내 직접 골로 연결하여 2-0완승을 이끌었다.
2010년 FIFA 월드컵에서 조별예선 첫번째 경기인 그리스전에서 좋은 활약을 펼치며 ESPN MOM으로 선정되었으며 조별 예선 2번째 경기인 아르헨티나전에서 전반전에 리오넬 메시의 날카로운 프리킥에 의한 자책골을 기록하였다. 이어 벌어진 나이지리아와의 3차전에서는 1-1 동점 상황이던 후반 4분 아크 왼쪽에서 얻어낸 프리킥 찬스를 골로 성공시키며 대한민국 축구사상 첫 원정 16강 진출에 크게 일조하였다. 이 경기에서도 ESPN MOM으로 선정되었다. 16강 상대인 우루과이를 상대로 프리킥으로 골대를 강타하는듯 분전했지만 골은 기록하지 못하였다.
2010년 아시안 게임 첫 상대였던 북한전은 소속팀 경기일정으로 합류가 늦어져 결장하였고 그후 조별리그 2차전 요르단전에 후반 교체 출전하여 1도움을 기록한후 조별리그 3차전 팔레스타인전에서 첫골을 성공시켰다. 16강에서 만난 중국을 상대로 두번째골을 기록 8강행을 이끌었다.
8강에서만난 우즈베키스탄을 상대로 또다시 결승골을 기록하며 대한민국을 준결승에 올려놓았다. 이후 준결승에서 만난 UAE에게 0-1로 충격패하며 결승행이 좌절됐다.
박주영은 소속팀으로 복귀하지 않고 이란과의 3위 결정전에 출전하여 3-1로 뒤지고있던 후반 만회골을 기록하였고 지동원의 동점골과 역전골을 더해 4-3으로 승리하며 동메달을 수상하였다.
2011년 AFC 아시안컵엔트리에 포함되었으나, AS 모나코와 FC 소쇼의 경기에서 종료직전 극적인 결승골을 넣고 세리머니를 하다 무릎에 통증을 느껴 정밀 진단한 결과 "우측무릎대퇴골 외측 박리성 골연골염"진단을 받고 4주 이상 휴식이 필요하다는 결과가 나와 카타르 아시안컵에 참가하지 못했다.
이후 박주영은 이 대회를 마지막으로 대표팀에서 은퇴한 박지성의 뒤를 이어 대한민국 축구 국가대표팀의 새 주장이 되었다.
부상에서 돌아온 박주영은 2011년에 열린 A매치 8경기에서 총 10골을 기록하였다. 3월 25일 온두라스와의 평가전에서 헤딩골을 기록하였고 6월 3일 세르비아와의 평가전에서도 헤딩골을 기록하였다.
9월 2일 레바논과의 홈경기에서 해트트릭을 기록, 9월 7일 쿠웨이트와의 원정경기에서 1골, 10월 7일 폴란드전에서 2골을 기록 하였다. 하지만 폴란드전 득점은 교체선수로 6명까지만 A매치로 인정한다는 국제축구연맹 규정에 따라 공식기록은 되지 못했다. 팀은 2-2로 무승부. 4일 후, 월드컵 3차예선 아랍에미리트와의 홈경기와 원정경기에서 모두 골을 기록하고 A매치 6경기 연속골을 기록, 2000년 이후 A매치 최다 연속골의 주인공이 될 수 있었으나 폴란드전이 A매치로 불인정되면서 아쉽게 기록을 놓쳤다. 경고 누적으로 레바논과의 월드컵 지역 예선 원정 경기에는 출전하지 못하였다.
이 후 레바논전의 패배 후폭풍으로 조광래 감독이 경질되면서 최강희 감독이 국가대표 감독으로 부임한 후 3차 예선 마지막 경기인 쿠웨이트전에 출전하였으나 별다른 활약을 하지 못하였다.
소속팀 아스널 FC의 주전 경쟁에서 완전히 밀려나자, 실전감각의 여부를 최우선 한 최강희 감독이 원톱 자원으로 이동국, 김신욱, 이근호 등을 중용하면서 대표팀과 멀어졌다. 병역 연기 논란 이후 2012년 5월 최강희감독은 박주영에게 국가대표 소집을 받으려면 병역 연기에 대한 기자회견을 하라고 요청받았다. 후에 박주영은 기자회견을 우선으로 해서 국가대표팀에 선발되고싶은 마음이 없음을 밝혔다.
2012년 6월 대한민국 올림픽 대표팀의 2012년 하계 올림픽 최종 명단에 와일드 카드로 참가하여 조별 예선 스위스전에서 다이빙 헤딩슛으로 선제골을 기록하며 8강 진출에 기여하였고, 동메달 결정전인 일본과의 경기에서 1골 1도움을 기록하며 대한민국 축구 종목사상 첫 메달(동메달)을 목에 걸었다.2012년 런던올림픽남자축구에서 동메달을 획득하여 예술체육요원으로 신분이 전환되어 현역으로 복무하지 않게 되었다.
셀타 비고로 이적 후 2012년 10월 17일 (한국시간) 이란과의 원정경기에 풀타임 출전하였다.
2013년 2월 잉글랜드에서 열린 크로아티아와의 친선 경기에 출전한 이후, 소속팀에서 출전 기회를 많이 잡지 못한 탓에 약 1년여 간 국가 대표팀에 소집되지 않았으나, 2014년 3월 5일 그리스 아테네에서 열린 그리스 축구 국가대표팀과의 평가전에 선발 출전하여 전반 18분 손흥민의 어시스트를 받아서 결승골을 터트림으로써 약 2년 4개월만에 A매치 득점을 기록하였다.
2014 브라질 월드컵 최종 23인 명단에 선발되어 조별 라운드 첫 번째 경기인 러시아와 두 번째 경기 알제리와의 경기에 선발 출전하였으나 득점에 실패하였고 벨기에와의 경기에는 뛰지 못했다.

### 국가대표팀 주요 출전 대회
- 2003년 FIFA 세계 청소년 축구 선수권 대회 국가대표
- 2004년 AFC 청소년 축구 선수권 대회 국가대표
- 2005년 FIFA 세계 청소년 축구 선수권 대회 국가대표
- 2005년 동아시아 축구 선수권 대회 국가대표
- 2006년 FIFA 월드컵 국가대표
- 2006년 아시안 게임 축구 국가대표
- 2008년 동아시아 축구 선수권 대회 국가대표
- 2008년 하계 올림픽 축구 국가대표
- 2010년 FIFA 월드컵 국가대표
- 2010년 아시안 게임 축구 국가대표
- 2012년 하계 올림픽 축구 국가대표
- 2014년 FIFA 월드컵 국가대표

## 경력 통계

### 클럽 기록
- 2022년 10월 23일 기준

| 클럽             | 시즌           | 리그 | 리그 | 리그 | FA컵 | FA컵 | FA컵 | 리그컵 | 리그컵 | 리그컵 | 승강 PO | 승강 PO | 승강 PO | 챔피언스리그 | 챔피언스리그 | 챔피언스리그 | 통산 | 통산 | 통산 |
| 클럽             | 시즌           | 출장 | 득점 | 도움 | 출장 | 득점 | 도움 | 출장   | 득점   | 도움   | 출장    | 득점    | 도움    | 출장         | 득점         | 도움         | 출장 | 득점 | 도움 |
| ---------------- | -------------- | ---- | ---- | ---- | ---- | ---- | ---- | ------ | ------ | ------ | ------- | ------- | ------- | ------------ | ------------ | ------------ | ---- | ---- | ---- |
| FC 서울          | 2005           | 19   | 12   | 3    | 2    | 0    | 1    | 11     | 6      | 1      | —       | —       | —       | —            | —            | —            | 32   | 18   | 5    |
| FC 서울          | 2006           | 26   | 7    | 1    | 2    | 2    | 0    | 4      | 1      | 0      | —       | —       | —       | —            | —            | —            | 32   | 10   | 1    |
| FC 서울          | 2007           | 11   | 2    | 0    | 1    | 0    | 0    | 3      | 3      | 0      | —       | —       | —       | —            | —            | —            | 15   | 5    | 0    |
| FC 서울          | 2008           | 13   | 2    | 4    | 0    | 0    | 0    | 4      | 0      | 0      | —       | —       | —       | —            | —            | —            | 17   | 2    | 4    |
| FC 서울 통산     | FC 서울 통산   | 69   | 23   | 8    | 5    | 2    | 1    | 22     | 10     | 1      | —       | —       | —       | —            | —            | —            | 96   | 35   | 10   |
| AS 모나코        | 2008–09        | 31   | 5    | 5    | 3    | 0    | 1    | 1      | 0      | 0      | —       | —       | —       | —            | —            | —            | 35   | 5    | 6    |
| AS 모나코        | 2009–10        | 27   | 8    | 3    | 5    | 1    | 0    | 1      | 0      | 0      | —       | —       | —       | —            | —            | —            | 33   | 9    | 3    |
| AS 모나코        | 2010–11        | 33   | 12   | 0    | 0    | 0    | 0    | 2      | 0      | 0      | —       | —       | —       | —            | —            | —            | 35   | 12   | 0    |
| AS 모나코 통산   | AS 모나코 통산 | 91   | 25   | 8    | 8    | 1    | 1    | 4      | 0      | 0      | —       | —       | —       | —            | —            | —            | 103  | 26   | 9    |
| 아스널           | 2011–12        | 1    | 0    | 0    | 0    | 0    | 0    | 3      | 1      | 0      | —       | —       | —       | 2            | 0            | 0            | 6    | 1    | 0    |
| 아스널           | 2013–14        | 0    | 0    | 0    | 0    | 0    | 0    | 1      | 0      | 0      | —       | —       | —       | 0            | 0            | 0            | 1    | 0    | 0    |
| 아스널 통산      | 아스널 통산    | 1    | 0    | 0    | 0    | 0    | 0    | 4      | 1      | 0      | —       | —       | —       | 2            | 0            | 0            | 7    | 1    | 0    |
| 셀타 비고 (임대) | 2012–13        | 22   | 3    | 1    | 4    | 1    | 0    | —      | —      | —      | —       | —       | —       | —            | —            | —            | 26   | 4    | 1    |
| 셀타 비고 통산   | 셀타 비고 통산 | 22   | 3    | 1    | 4    | 1    | 0    | —      | —      | —      | —       | —       | —       | —            | —            | —            | 26   | 4    | 1    |
| 왓퍼드 (임대)    | 2013–14        | 2    | 0    | 0    | 0    | 0    | 0    | —      | —      | —      | —       | —       | —       | —            | —            | —            | 2    | 0    | 0    |
| 왓퍼드 통산      | 왓퍼드 통산    | 2    | 0    | 0    | 0    | 0    | 0    | —      | —      | —      | —       | —       | —       | —            | —            | —            | 2    | 0    | 0    |
| 알샤바브         | 2014–15        | 7    | 1    | 0    | 0    | 0    | 0    | —      | —      | —      | —       | —       | —       | —            | —            | —            | 7    | 1    | 0    |
| 알샤바브 통산    | 알샤바브 통산  | 7    | 1    | 0    | 0    | 0    | 0    | —      | —      | —      | —       | —       | —       | —            | —            | —            | 7    | 1    | 0    |
| FC 서울          | 2015           | 23   | 7    | 2    | 1    | 2    | 0    | —      | —      | —      | —       | —       | —       | —            | —            | —            | 24   | 9    | 2    |
| FC 서울          | 2016           | 34   | 10   | 1    | 5    | 0    | 4    | —      | —      | —      | —       | —       | —       | 10           | 1            | 2            | 49   | 11   | 7    |
| FC 서울          | 2017           | 34   | 8    | 1    | 1    | 0    | 0    | —      | —      | —      | —       | —       | —       | 4            | 2            | 0            | 39   | 10   | 1    |
| FC 서울          | 2018           | 20   | 3    | 0    | 0    | 0    | 0    | —      | —      | —      | 2       | 1       | 1       | —            | —            | —            | 22   | 4    | 1    |
| FC 서울          | 2019           | 35   | 10   | 7    | 1    | 2    | 0    | —      | —      | —      | —       | —       | —       | —            | —            | —            | 36   | 12   | 7    |
| FC 서울          | 2020           | 23   | 4    | 2    | 2    | 1    | 0    | —      | —      | —      | —       | —       | —       | 6            | 4            | 1            | 31   | 9    | 3    |
| FC 서울          | 2021           | 17   | 0    | 0    | 0    | 0    | 0    | —      | —      | —      |         |         |         | —            | —            | —            | 17   | 0    | 0    |
| FC 서울 통산     | FC 서울 통산   | 186  | 42   | 13   | 10   | 5    | 4    | —      | —      | —      | 2       | 1       | 1       | 20           | 7            | 3            | 218  | 55   | 21   |
| 울산 현대        | 2022           | 6    | 0    | 0    | 1    | 0    | 0    | —      | —      | —      | —       | —       | —       | 4            | 1            | 0            | 11   | 1    | 0    |
| 울산 현대 통산   | 울산 현대 통산 | 6    | 0    | 0    | 1    | 0    | 0    | —      | —      | —      | —       | —       | —       | 4            | 1            | 0            | 11   | 1    | 0    |
| 클럽 경력 통산   | 클럽 경력 통산 | 384  | 94   | 30   | 28   | 9    | 6    | 30     | 11     | 1      | 2       | 1       | 1       | 26           | 8            | 3            | 470  | 123  | 41   |

### 국가대표팀 득점 기록
- 2014년 11월 18일 기준 68경기 출장 24득점

※ 2011년 10월 7일 폴란드전 2득점은 교체선수 초과 출전으로 인한 A매치 취소로 득점 불인정
| 득점 | 일자             | 장소                   | 상대팀         | 득점 순서 | 최종 결과 | 대회                                |
| ---- | ---------------- | ---------------------- | -------------- | --------- | --------- | ----------------------------------- |
| 1    | 2005년 6월 3일   | 우즈베키스탄 타슈켄트  | 우즈베키스탄   | 1 - 1     | 1 - 1     | 2006년 FIFA 월드컵 아시아 지역 예선 |
| 2    | 2005년 6월 8일   | 쿠웨이트 쿠웨이트시티  | 쿠웨이트       | 1 - 0     | 4 - 0     | 2006년 FIFA 월드컵 아시아 지역 예선 |
| 3    | 2006년 1월 21일  | 사우디아라비아 리야드  | 그리스         | 1 - 1     | 1 - 1     | 친선 경기                           |
| 4    | 2006년 1월 25일  | 사우디아라비아 리야드  | 핀란드         | 1 - 0     | 1 - 0     | 친선 경기                           |
| 5    | 2006년 3월 1일   | 대한민국 서울          | 앙골라         | 1 - 0     | 1 - 0     | 친선 경기                           |
| 6    | 2008년 2월 17일  | 중국 충칭              | 중화인민공화국 | 1 - 0     | 3 - 2     | 2008년 동아시아컵                   |
| 7    | 2008년 2월 17일  | 중국 충칭              | 중화인민공화국 | 2 - 2     | 3 - 2     | 2008년 동아시아컵                   |
| 8    | 2008년 5월 31일  | 대한민국 서울          | 요르단         | 2 - 0     | 2 - 2     | 2010년 FIFA 월드컵 아시아 지역 예선 |
| 9    | 2008년 6월 7일   | 요르단 암만            | 요르단         | 1 - 0     | 1 - 0     | 2010년 FIFA 월드컵 아시아 지역 예선 |
| 10   | 2008년 11월 19일 | 사우디아라비아 리야드  | 사우디아라비아 | 2 - 0     | 2 - 0     | 2010년 FIFA 월드컵 아시아 지역 예선 |
| 11   | 2009년 6월 6일   | 아랍에미리트 두바이    | 아랍에미리트   | 1 - 0     | 2 - 0     | 2010년 FIFA 월드컵 아시아 지역 예선 |
| 12   | 2009년 8월 12일  | 대한민국 서울          | 파라과이       | 1 - 0     | 1 - 0     | 친선 경기                           |
| 13   | 2009년 9월 5일   | 대한민국 서울          | 오스트레일리아 | 1 - 0     | 3 - 1     | 친선 경기                           |
| 14   | 2010년 5월 24일  | 일본 사이타마          | 일본           | 2 - 0     | 2 - 0     | 친선 경기                           |
| 15   | 2010년 6월 23일  | 남아프리카 공화국 더반 | 나이지리아     | 2 - 1     | 2 - 2     | 2010년 FIFA 월드컵                  |
| 16   | 2011년 3월 25일  | 대한민국 서울          | 온두라스       | 3 - 0     | 4 - 0     | 친선 경기                           |
| 17   | 2011년 6월 3일   | 대한민국 서울          | 세르비아       | 1 - 0     | 2 - 1     | 친선 경기                           |
| 18   | 2011년 9월 2일   | 대한민국 고양          | 레바논         | 1 - 0     | 6 - 0     | 2014년 FIFA 월드컵 아시아 지역 예선 |
| 19   | 2011년 9월 2일   | 대한민국 고양          | 레바논         | 2 - 0     | 6 - 0     | 2014년 FIFA 월드컵 아시아 지역 예선 |
| 20   | 2011년 9월 2일   | 대한민국 고양          | 레바논         | 4 - 0     | 6 - 0     | 2014년 FIFA 월드컵 아시아 지역 예선 |
| 21   | 2011년 9월 7일   | 쿠웨이트 쿠웨이트시티  | 쿠웨이트       | 1 - 0     | 1 - 1     | 2014년 FIFA 월드컵 아시아 지역 예선 |
| 22   | 2011년 10월 11일 | 대한민국 수원          | 아랍에미리트   | 1 - 0     | 2 - 1     | 2014년 FIFA 월드컵 아시아 지역 예선 |
| 23   | 2011년 11월 11일 | 아랍에미리트 두바이    | 아랍에미리트   | 2 - 0     | 2 - 0     | 2014년 FIFA 월드컵 아시아 지역 예선 |
| 24   | 2014년 3월 5일   | 그리스 아테네          | 그리스         | 1 - 0     | 2 - 0     | 친선경기                            |

## 수상 내역
| FC 서울 - K리그1 ● 우승 (1): 2016 - FA컵 ● 우승 (1): 2015 ● 준우승 (1): 2016 - 리그컵 ● 우승 (1): 2006 ● 준우승 (1): 2007 울산 현대 - K리그1 ● 우승 (3): 2022, 2023, 2024 AS 모나코 - 쿠프 드 프랑스 ● 준우승 (1): 2009–10 아스널 FC - FA컵 ● 우승 (1): 2013–14 대한민국 - AFC U-19 축구 선수권 대회 ● 우승 (1): 2004 - 카타르 8개국 초청 국제 청소년 축구 선수권 대회 ● 우승 (1): 2005 - EAFF E-1 풋볼 챔피언십 ● 우승 (1): 2008 - 아시안 게임 축구 ● 동메달 (1): 2010 - 올림픽 축구 ● 동메달 (1): 2012 | - 2003년 대구 MBC배 고교축구대회 득점왕 수상 - 2003년 금강대기 전국 중고축구대회 득점왕 수상 - 2003년 대통령금배 전국고교축구대회 득점왕 수상 - 2003년 추계 중고축구연맹전 득점왕 수상 - 2004년 AFC 청소년 축구 선수권 대회 MVP 선정 - 2004년 AFC 청소년 축구 선수권 대회 득점왕 수상 - 2004년 AFC 올해의 청소년 선수상 수상 - 2005년 카타르 8개국 초청 국제 청소년 축구 선수권 대회 MVP 선정 - 2005년 카타르 8개국 초청 국제 청소년 축구 선수권 대회 득점왕 수상 - 2005년 스포츠서울 올해의 프로축구 대상 올해의 선수상 수상 - 2005년 스포츠서울 올해의 프로축구 대상 올해의 신인상 수상 - 2005년 스포츠서울 올해의 프로축구 대상 올해의 인기선수상 수상 - 2005년 스포츠서울 올해의 프로축구 대상 올해의 득점왕 수상 - 2005년 일간스포츠 - 아디다스 프로축구대상 골든볼 수상 - 2005년 일간스포츠 - 아디다스 프로축구대상 골든슈 수상 - 2005년 일간스포츠 - 아디다스 프로축구대상 신인왕 수상 - 2005년 K리그 신인상 수상 - 2005년 K리그 베스트 11 선정 - 2006년 스포츠서울 올해의 프로축구 대상 올해의 인기 선수상 - 2008년 동아시아 축구 선수권 대회 득점왕 - 2011년 AFC 아시아 베스트 11 선정 - 2024년 K리그1 공로상 |

## 등번호

### K리그
- 10 (2005년 ~ 2008년, 2016년 ~ 2021년, FC 서울)
- 91 (2015년, FC 서울), (2022년 ~ 2024년, 울산 HD)

### 리그 1
- 10 (2008년 ~ 2011년, AS 모나코 FC)

### 프리미어리그
- 9 (2011년, 아스널 FC)
- 30 (2012년 ~ 2014년, 아스널 FC)

### 프리메라리가
- 18 (2012년 ~ 2013년, 셀타 비고)

### 풋볼 리그 챔피언십
- 20 (2014년 ~ 2014년, 왓퍼드 FC)

### 사우디아라비아 프리미어리그
- 20 (2014년 ~ 2015년, 알샤바브)

## 광고
- 2005 동아오츠카 아미노벨류
- 2005 GS그룹
- 2005 GS칼텍스 KIXX
- 2005 LG전자 싸이언 TV폰
- 2006 롯데제과 월드콘
- 2007 삼성전자 파브
- 2008 한국마사회